# Rossum (Gueldre)
Pour les articles homonymes, voir Rossum.
Rossum est un village situé dans la commune néerlandaise de Maasdriel, dans la province de Gueldre. Le 1er janvier 2009, le village comptait 2 667 habitants.
Le 1er janvier 1999, la commune de Rossum est rattachée à celle de Maasdriel.